# Tahiwi Oswaldo Oropeza
Tahiwi Oswaldo Oropeza Guariguan  (Caracas, Venezuela; 5 de agosto de 1985-Miranda, Venezuela, 27 de mayo de 2016), más conocido bajo el alias de «El Lucifer», fue un criminal y pran venezolano, líder de una megabanda criminal que controlaba los barrios del Cementerio, Cota 905 y El Valle. Fue el criminal más buscado en Venezuela luego de la muerte de El Picure por ser el mayor narcotraficante del país y por su alta implicación en crímenes como robo, extorsión, secuestro, tráfico de armas, entre otros. Su organización criminal tenía fines paramilitartes, mantenía lazos con carteles colombianos y planeó el asesinato de políticos venezolanos.

## Biografía
Oswaldo nació en Caracas el 5 de agosto de 1985. Se conoce poco de la vida de Oswaldo antes de que se convirtiera en un criminal. Algunas personas lo recuerdan como alguien ambicioso y ''alzado'', muchos creen que esa actitud  hizo que incursionara a la delincuencia desde una temprana edad.

### Carrera delictiva
Según personas que lo conocían y prefirieron mantenerse dentro del anonimato, Oswaldo inicio su vida criminal desde la adolescencia en El Valle, lugar donde nació y creció, se metía en problemas por hurtos a los vecinos, les quitaba cadenas a los transeúntes y robaba tiendas. Logró evadir a las autoridades durante años, cuando era detenido de joven, simplemente lo golpeaban y luego lo soltaban, ganándose el apodo de ''Lucifer'', ese alias lo obtuvo manteniendo en zozobra a los vecinos de El Valle y El Cementerio, sirviendo a su anterior líder, alias ''el Puñito''.

«Por eso comenzaron apodarlo ‘Lucifer’ por lo maldito”, relata un habitante del sector que vio convertirse en líder de las bandas a Oswaldo.
800Noticias

Tres meses después de haber salido de la cárcel, el Puñito se enfrentó a otra banda criminal donde resultó acribillado a tiros, fue descuartizado y su cadáver fue quemado.
Cuando mataron a Puñito se dio a conocer que fue él quien lideró ese ''cambio de gobierno''. Luego de ese ataque, durante reuniones con otras bandas hizo pactos con diversas bandas de criminales, las que fue unificando hasta crear la Megabanda del Cementerio.
Poco a poco fue ganando terreno. Era el quien organizaba las compras de armas de alto calibre con un funcionario del gobierno y tuvo su estrellato cuando comenzó a ofrecer Dólares por los asesinatos de varios funcionarios de la policía de diferentes organismos del estado, también ordenaba cuando le apetecía toques de queda en todo el territorio que controlaba y reclutaba adolescentes para que cumplieran con el papel de ''gariteros'' a quienes les pagaba en moneda extranjera. Mantenía su poder en el Cementerio y se creyó alguien intocable.
Era el mayor traficante y distribuidor de drogas en Caracas, su organización criminal tenía fines paramilitares y mantuvo lazos con carteles colombianos, mantenía alianzas con bandas criminales de Santa Rosalía y los Valles del Tuy. Su organización se dedicó al robo, secuestro, extorsión, homicidio, narcotráfico, tráfico de armas, desalojo forzoso de personas y el sicariato. También tenía planes de asesinar a políticos venezolanos.

## Masacre de El Valle
En el año 2016,  ''Lucifer'' y otros miembros de su banda tomaron por la fuerza el control de la avenida Nueva Granada hasta las Mayas, en plena Semana Santa la banda de Lucifer protagonizó una de las masacres más importantes ocurridas en Caracas, reunió bajo su mando las banda de ''cabeza de bruja'' y ''el Picure'' junto con 150 hombres atacaron el territorio controlado por el criminal ''Franklin el menor'', debido a que este último se había negado a unificarse con el resto de las bandas, toda su banda fue asesinada a tiros y Franklin el menor murió junto a tres de sus lugartenientes en su casa cuando le arrojaron varias granadas, su cadáver fue arrastrado hasta la avenida intercomunal donde no dejaron levantarlo.

## Muerte
Funcionarios de la policía y militares llevaban días siguiéndole la pista 24 días después de la muerte del Picure a Lucifer y fue hasta que pudieron interceptarlo en el Valle, pero este escapo junto con otros delincuentes de su banda hasta la carretera Panamericana y pretendió esconderse dentro de un hotel, donde presuntamente solía esconderse  usando una identidad falsa.
Fue localizado nuevamente en el hotel de la carretera panamericana y se enfrentó a las Fuerzas de Acciones Especiales de la Policía Nacional Bolivariana (PNB), Lucifer resultó herido en el enfrentamiento y fue trasladado al hospital de Coche donde murió minutos después en el estado Miranda, extraoficialmente se conoció que recibió cinco impactos de bala, 15 minutos más tarde su muerte fue confirmada por el titular de Relaciones Interiores, Justicia y Paz, mayor general Gustavo González López a través de su cuenta de Twitter.
Su cadáver fue llevado a la morgue de Bello Monte y el recinto forense fue fuertemente militarizado por funcionarios de la Guardia Nacional Bolivariana, luego sus familiares lo retiraron y se llevaron el cadáver sin ofrecer ningún tipo de declaración a la prensa, su cuerpo fue trasladado hasta el cementerio general del sur, la carroza fúnebre estuvo custodiada por 30 motocicletas de la Policía Nacional Bolivariana para frenar el tránsito por donde iba pasando el cortejo fúnebre. Luego de su muerte Leonardo José Polanco alias ''El Loco Leo'' lo reemplazó como el nuevo líder de su banda.